# Pern (cargol)

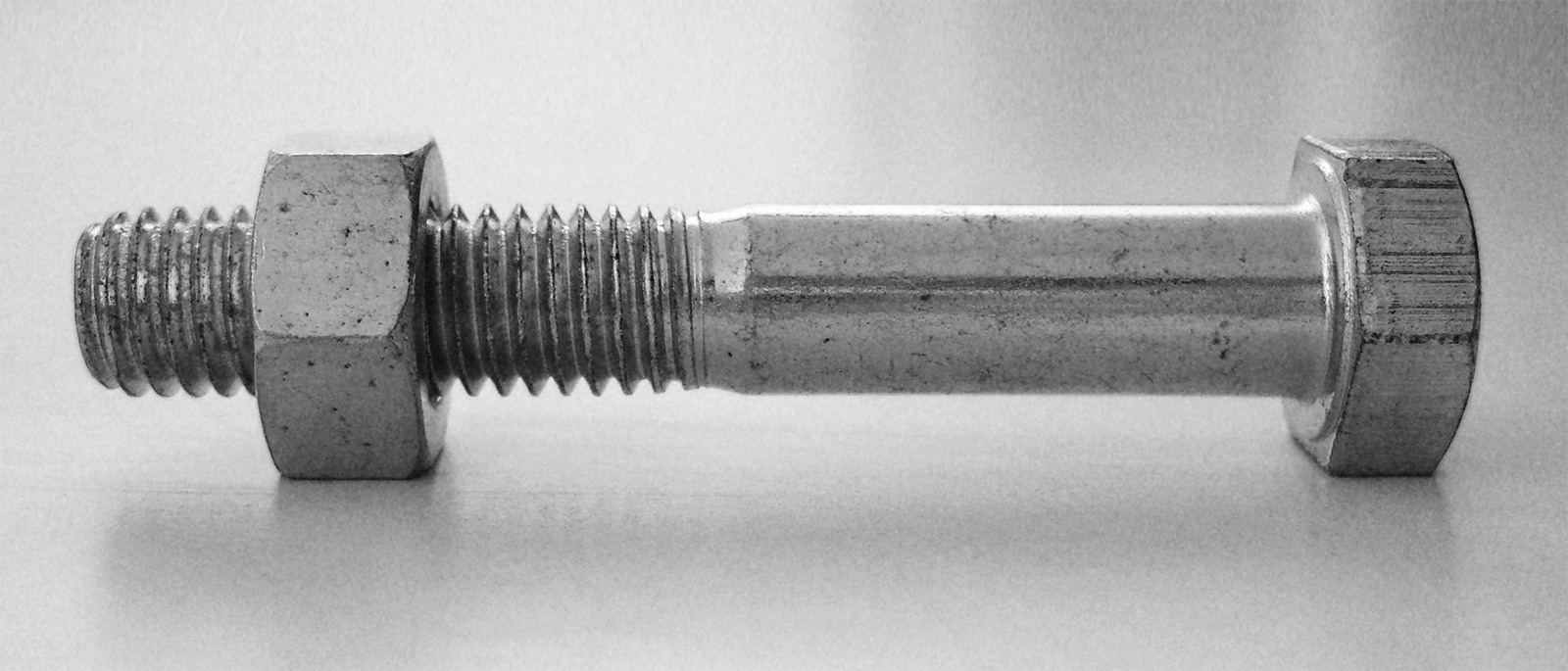
Pern amb la seva femella

Es denomina pern una peça metàl·lica, normalment d'acer o ferro, llarga, cilíndrica, semblant a un cargol però de dimensions més grans, amb un extrem de cap rodó i un altre extrem que acostuma a ser de roscatge. En aquest extrem es cargola una xaveta, femella, o rebló, de manera que es pot subjectar una o més peces a una estructura, per regla general de gran volum.

## Pern amb caixa excèntrica
Amb la popularització de la venda de mobles desmuntats perquè l'usuari els acobli, s'han investigat nous mecanismes que faciliten el muntatge. El pern amb capsa excèntrica és un mecanisme que permet una forta subjecció als mobles d'aglomerat de fusta sense necessitat d'eines especialitzades, només amb un tornavís o clau hexagonal.
Es munta el pern en introduir-lo manualment en la peça amb la rosca. La capsa excèntrica s'encaixa en un forat de l'altra peça. En superposar ambdues peces i cargolar l'excèntrica, les peces queden fortament subjectades.